# Holzhof Zeil
Der Holzhof Zeil war ein 1967 gegründetes forstwirtschaftliches Unternehmen des Hauses Waldburg-Zeil in Unterzeil, einem Teilort von Leutkirch im Allgäu unterhalb von Schloss Zeil im Landkreis Ravensburg in Baden-Württemberg. Zum 1. August 2015 stellte der Holzhof Zeil seine Geschäftstätigkeit ein.

## Holzhof
Schon zu Zeiten der Flößerei auf der Iller war für das Haus Waldburg-Zeil der Holzhandel ein wichtiger Teil ihrer wirtschaftlichen Aktivitäten. Der heutige Holzhof ist ein Teil des Forstbetriebs des Hauses Waldburg-Zeil und wurde im Jahre 1967 gegründet. Er hat eine Verarbeitungskapazität von 100.000 Festmeter Rundholz pro Jahr im Einschichtbetrieb. Damit ist er der größte Holzhof des Bundeslandes Baden-Württemberg. 40.000 Festmeter kommen jeweils aus dem eigenen Wald. 60.000 Festmeter können aus fremden Forsten verarbeitet werden.
Die Anlage ist auf das anfallende Nadelschnittholz der Region Oberschwaben und dem Allgäu ausgelegt. Als Vergleichsgröße kann die Jahreseinschlagmenge von Fichten- und Tannenstammholz des Bundeslandes Baden-Württemberg genommen werden, die ungefähr viereinhalb Millionen Festmeter im Jahr ist. Ziel der Errichtung des Holzhofes war es, die hauptsächlich im Winter stattfindenden lohnintensiven Erntearbeiten nach der Fällung abzubrechen und auf stationäre Maschinenanlagen zu verlegen.
Der Holzhof ist ein rund 30.000 m2 großes Gelände und liegt unterhalb und in Sichtweite des Stammsitzes des Hauses Waldburg-Zeil nahe der Bundesautobahn 96 und der Bahnstrecke der Württembergischen Allgäubahn.
Er beschäftigte fünfzehn Mitarbeiter im Vollerwerb. Die technischen Anlagen des Holzhofes bestehen aus einer Sortierlinie für Schwachholz und einer 1971 neu hinzugekommenen Starkholzeinteil- und Sortieranlage und den dazugehörigen Querförderern und Längenlagerboxen. Hauptkundschaft des Holzhofes waren die Sägewerke aus der Region.
Es laufen Planungen für eine Nutzung des Geländes durch den österreichischen Seilbahnbauer Doppelmayr.

## Sortierung, Entrindung und Logistik

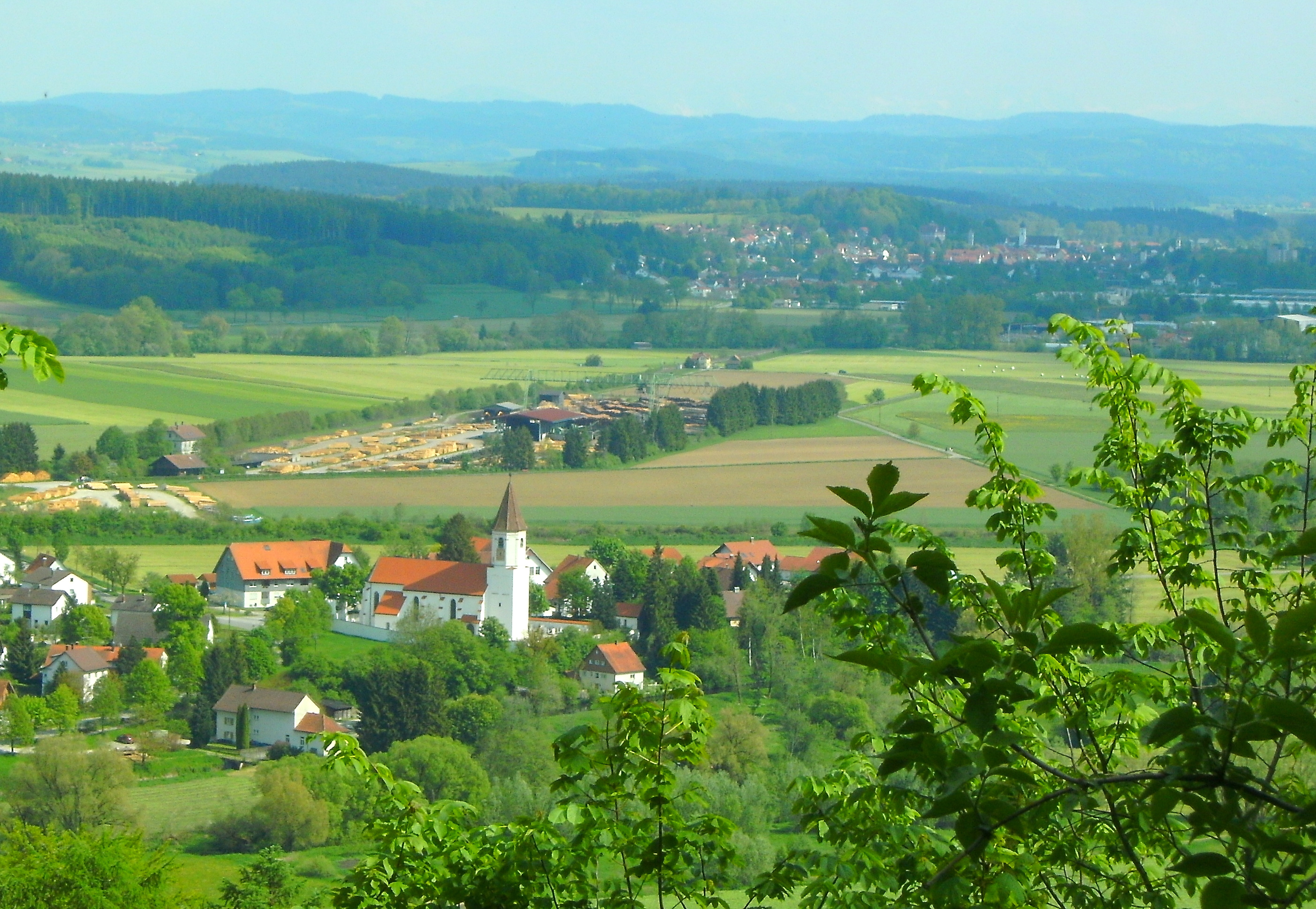
Hölzhof Zeil, 2010

Das angelieferte in der Regel wintergeschlägerte Rundholz wird, falls dies nicht schon im Wald erfolgt ist, entrindet und endstammreduziert. Danach werden die Stämme digital vermessen und kategorisiert. Die Vermessung erfolgt nach Länge des Stammes, Zopfdurchmesser, Mittendurchmesser und Holzqualität. Die Vermessung hat eine Zumaßabweichung von 3,5 cm.